# Heiligtum der Venus Cloacina

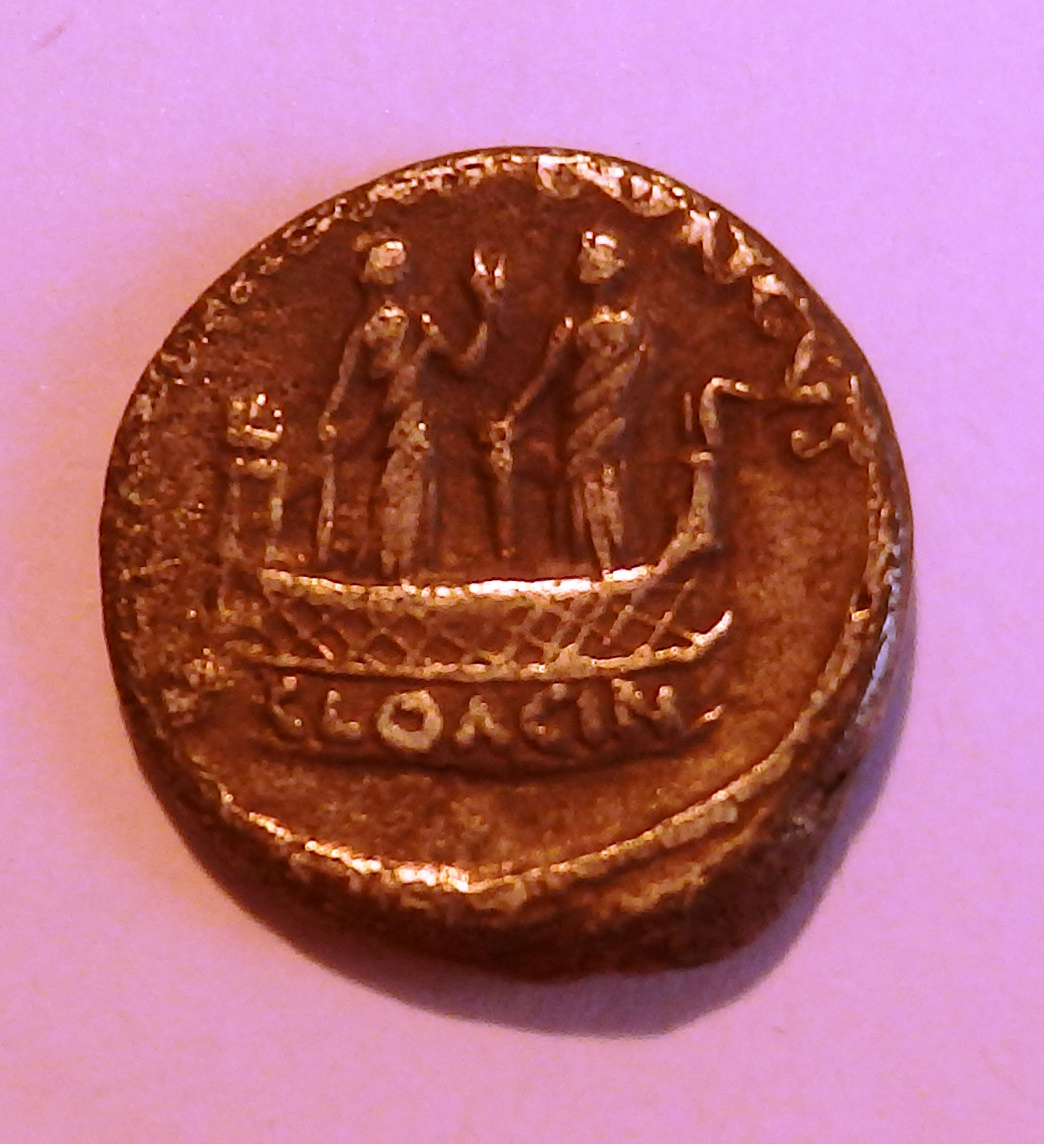
Das Heiligtum der Venus Cloacina auf einem römischen Denar, 42 v. Chr., Crawford 494/42b

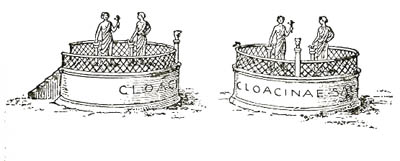
Zwei Rekonstruktionen des Heiligtums der Venus Cloacina im Forum Romanum von Christian Hülsen (1906)

Das Heiligtum der Venus Cloacina liegt südwestlich der Basilica Aemilia auf dem Forum Romanum in Rom. Erhalten ist nur noch ein kleines rundes Fundament aus Marmor.
Die kleine Anlage war zunächst der ursprünglich wohl etruskischen Göttin Cloacina als Schutzgöttin der Cloaca Maxima, der wichtigsten Abwasserleitung des antiken Rom, geweiht. Später wurde diese Göttin mit Venus gleichgesetzt und Venus Cloacina genannt.

## Ursprung
Das erstmals bei Plautus erwähnte Heiligtum könnte auf die Anlage der Cloaca Maxima zurückgehen. Gleichwohl stammt laut Plinius das Heiligtum aus der Gründungszeit Roms. Denn nachdem die Auseinandersetzung um den Raub der Sabinerinnen beendet war, sollen Römer und Sabiner ihre Waffen in dem Heiligtum niedergelegt und an dieser Stelle eine Reinigungszeremonie durchgeführt haben. Cloacina wurde als Göttin der Reinheit oder Sauberkeit verehrt. Ihr Name könnte daher auch von dem lateinischen Verb cloare, reinigen, abgeleitet sein. Einer weiteren Tradition zufolge ging der Kult auf Titus Tatius zurück.

## Lage und Gestaltung
Das 1899 bis 1901 archäologisch untersuchte Heiligtum lag an der Via Sacra in der Nähe der Tabernae Novae, die später abgerissen wurden, um der Basilica Aemilia Platz zu machen. In unmittelbarer Nähe schwenkte die Cloaca Maxima in das Gebiet des Velabrum, dem ehemaligen Sumpfgebiet zwischen den Hügeln. Münzen aus der Zeit des Zweiten Triumvirats, etwa des Lucius Mussidius Longus aus dem Jahr 42 v. Chr., zeigen ein kleines rundes und nicht überdachtes Heiligtum, eingefasst lediglich mit einer Balustrade, in dem zwei Statuen aufgestellt waren. Die Legende nennt CLOACIN. Entgegen früheren Vermutungen besaß das kleine Heiligtum keinen Zugang zur darunter befindlichen Cloaca Maxima. Erhalten ist der im Durchmesser etwa 2,40 Meter messende, runde Marmorsockel, der auf der Nordwestseite rechteckig vorspringt. Den Münzbildern nach hat sich dort eine Treppe befunden. Der Marmorsockel ruht auf einer Lage aus Travertin, unter der sich wiederum acht Lagen Fundament unterschiedlichen Materials, unter anderem Tuffsteine, befinden. Dieses Fundament wurde bei der Errichtung der Basilica Aemilia teilweise angeschnitten.

## Legende
In der Nähe des Heiligtums soll der Sage nach Verginia (oder Virginia) von ihrem Vater getötet worden sein, um sie nicht an den tyrannischen Decemvirn Appius Claudius Crassus und damit der Schande ausliefern zu müssen.